# Route 203 (Québec)
Pour les articles homonymes, voir Route 203.
La route 203 (R-203) est une route régionale québécoise d'orientation nord / sud située sur la rive sud du fleuve Saint-Laurent. Elle dessert la région de la Montérégie.

## Tracé
La route 203 débute à la frontière américaine à Havelock et se termine 29 kilomètres plus au nord sur la route 138 à Sainte-Martine. Elle est située au sud de Châteauguay.

## Frontière internationale

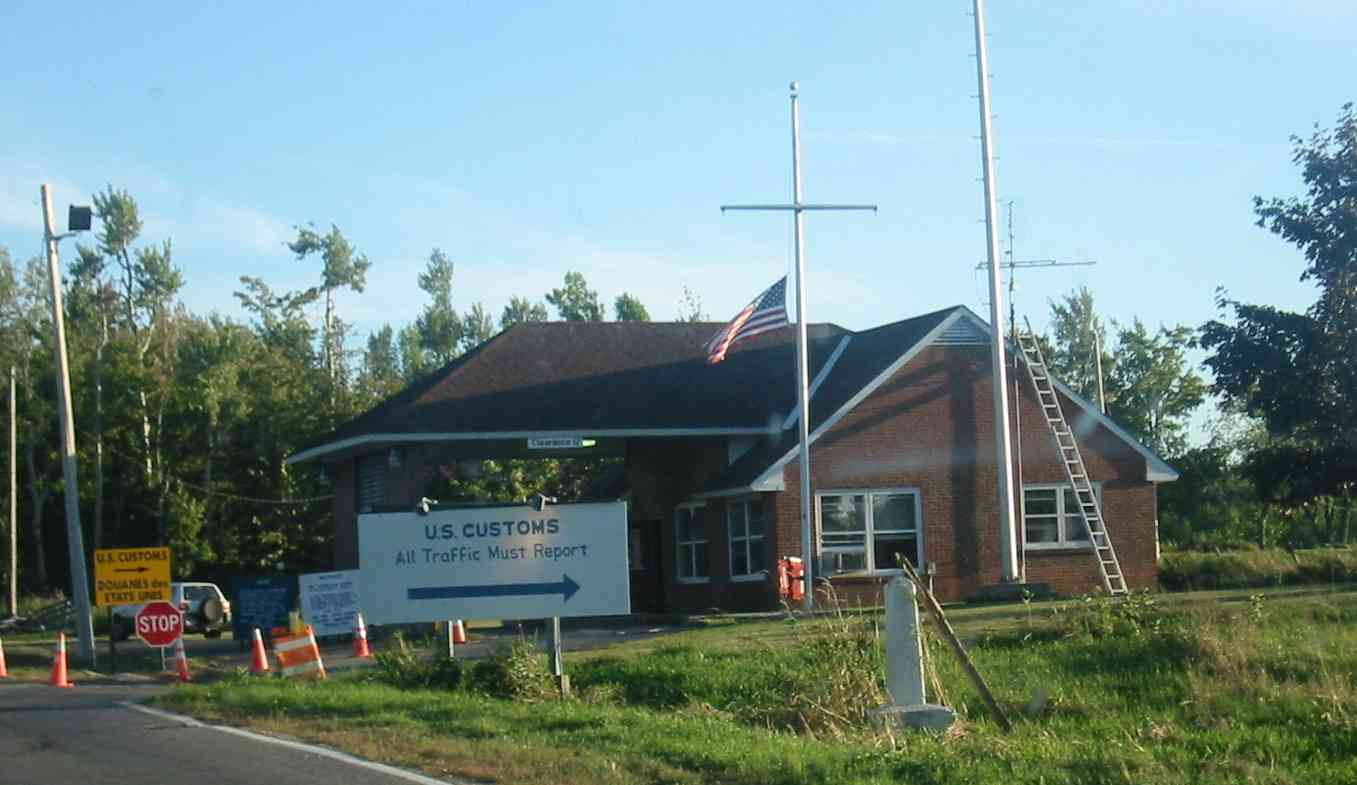
Extrémité sud de la route 203 au poste frontalier de Cannon Corners

À son extrémité sud, à Havelock, la route 203 relie le Québec à l'État de New York, aux États-Unis. À la frontière, la route 203 devient Cannon Corners Road. On entre aux États-Unis par le hameau de Cannon's Corner, faisant partie de la municipalité de Mooers, dans le comté de Clinton. Le poste frontalier est ouvert à l'année, 24/7, et compte deux voies.

## Localités traversées (du sud au nord)

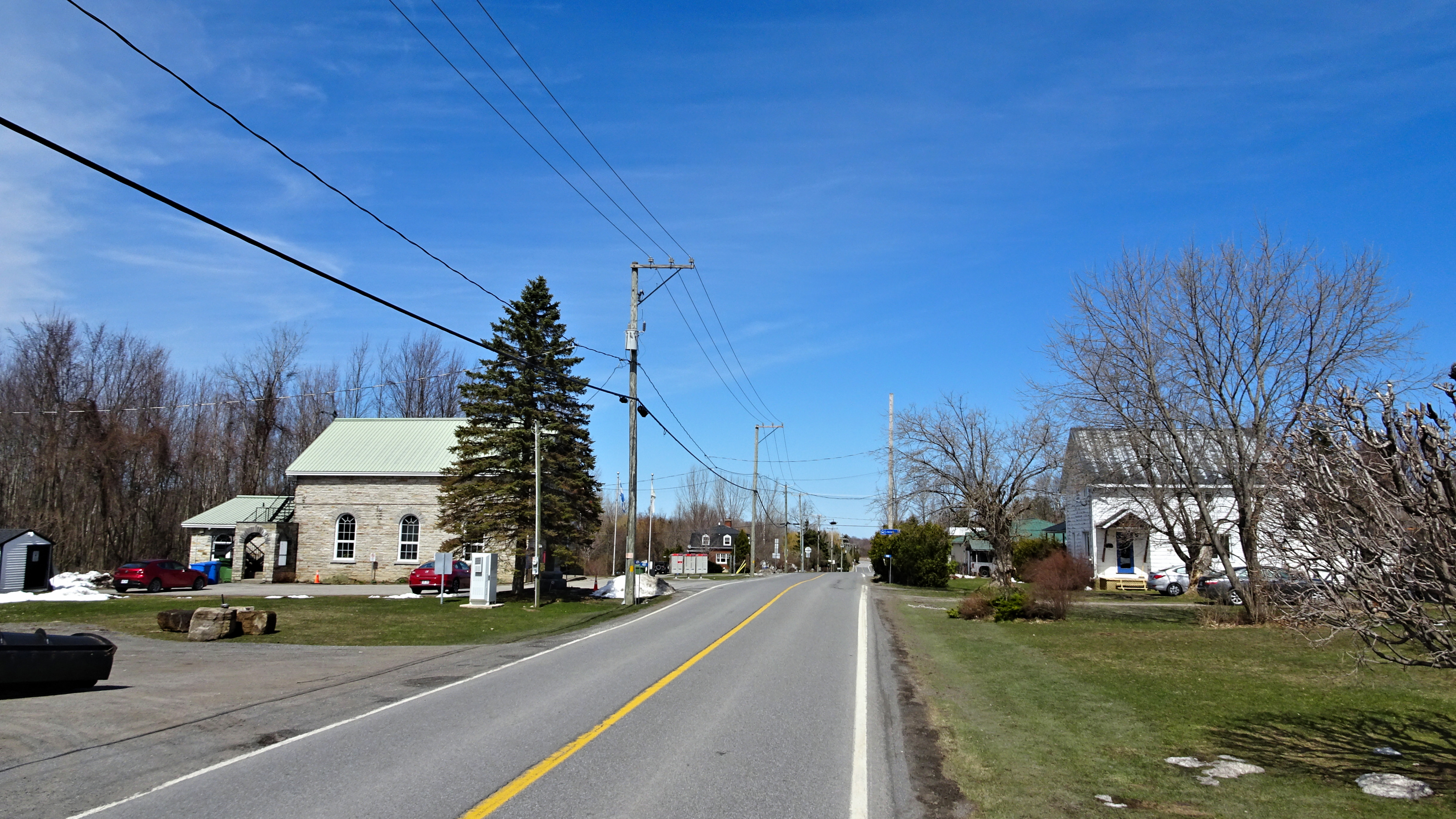
Route 203 à Havelock

Liste des municipalités dont le territoire est traversé par la route 203, regroupées par municipalité régionale de comté.

### Montérégie
Le Haut-Saint-Laurent
- Havelock
- Saint-Chrysostome
- Très-Saint-Sacrement

Beauharnois-Salaberry
- Sainte-Martine

## Intersections majeures
| MRC                   | Municipalité      | km    | Destinations                               | Notes                                         |
| --------------------- | ----------------- | ----- | ------------------------------------------ | --------------------------------------------- |
| Le Haut-Saint-Laurent | Havelock          | 0,00  | CR 10 – Mooers                             | Continue dans l'État de New York              |
| Le Haut-Saint-Laurent | Havelock          | 4,90  | R-202 – Hemmingford, Huntingdon            | Huntingdon indiqué en direction sud seulement |
| Le Haut-Saint-Laurent | Saint-Chrysostome | 11,50 | R-209 – Sainte-Clotilde, Saint-Rémi        | Saint-Rémi indiqué en direction sud seulement |
| Beauharnois-Salaberry | Sainte-Martine    | 28,50 | R-132 – Ormstown, Sainte-Martine, Montréal |                                               |
| - Transition de route |                   |       |                                            |                                               |